# Hartholzstaub
Der Begriff Hartholzstaub wird für Stäube von Harthölzern verwendet, die insbesondere bei der Bearbeitung dieser Hölzer entstehen. Der Staub von Buchen- und Eichenholz kann beim Menschen nachgewiesenermaßen Nasenschleimhautkrebs erzeugen.
Hartholzstäube entstehen insbesondere beim Sägen, Fräsen, Bohren und Schleifen (auch von Parkettböden).

## Gesetzliche Regelungen

### EU-Gesetzgebung
Innerhalb der EU wird die Exposition von Arbeitnehmern durch Hartholzstaub durch die Richtlinie 2004/37/EG (Arbeitnehmer-Karzinogenschutz-Richtlinie) geregelt. Der Grenzwert bei achtstündiger Exposition wird darin mit 2 mg·m−3 festgelegt. Für eine Übergangsfrist bis zum 17. Januar 2023 ist ein Grenzwert von 3 mg·m−3 zulässig.

### Technische Regeln für Gefahrstoffe
Nach den Technischen Regeln Gefahrstoffe 905 (TRGS 905 – Verzeichnis krebserzeugender, erbgutverändernder oder fortpflanzungsgefährdender Stoffe) gehört Buchen- oder Eichenholzstaub zur Kategorie 1 (Stoffe, die beim Menschen Krebs erzeugen, gesicherte kanzerogene Wirkung). Andere Holzstäube sind in der Kategorie 2 eingeordnet (Verdacht auf karzinogene Wirkung beim Menschen). Eine beruflich bedingte Erkrankung an einem Nasen- oder Nasennebenhöhlenkarzinom durch Buchen- oder Eichenholzstaub ist eine anerkannte Berufskrankheit (Hauptgruppe IV, BK 4203).
Die TRGS 553 (Holzstaub) geben in Deutschland Empfehlungen für alle Tätigkeiten bei der Be- und Verarbeitung von Holz und Holzwerkstoffen, bei denen Holzstaub entsteht, sowie für Tätigkeiten im Gefahrenbereich von Holzstäuben.
Grundsätzlich ist die Holzstaubbelastung an Arbeitsplätzen so gering wie möglich zu halten. Der Luftgrenzwert (Technische Richtkonzentration) für Holzstaub beträgt 2 mg·m−3 als einatembare Staubfraktion. Bei Überschreitung des Luftgrenzwertes ist Atemschutz zu tragen.

## Geschichtliches
Seit 1965 ist bekannt, dass Holzstäube ein Adenokarzinom der Nasennebenhöhlen auslösen können.

## Krebserzeugende Wirkung
Der Mechanismus, nach dem Hartholzstäube Nasenschleimhautkrebs auslösen können, ist noch ungeklärt. Offensichtlich spielen bei der Verarbeitung von Harthölzern zum Teil vorhandene Holzzusatzstoffe wie Chromate, Lindan, PCP und Formaldehyd eine wichtige Rolle bei der Entwicklung des Krebses. Es wird deshalb mittlerweile davon ausgegangen, dass Hartholzstaub nicht alleine die Ursache für diese Krebserkrankungen ist.

## Erkrankungshäufigkeit
Von 1985 bis 1998 wurden von der Holz-Berufsgenossenschaft in Deutschland 147 durch Holzstaub bedingte Krebserkrankungen als Berufskrankheit anerkannt.

## Weitere Gefahren
- Holzstaub kann erwiesenermaßen auch Asthma auslösen.[8][9]
- Holzstaub kann mit Luft explosionsfähige Gemische bilden.[10]